# Griekse gemeente
Een gemeente in Griekenland is het laagste niveau van bestuur in Griekenland. Er vond eerst in 1997 een gemeentelijke herindeling plaats, waarbij veel gemeenten werden samengevoegd, en daarna in 2011 weer, het Kallikratisprogramma, waarbij de 1033 oude gemeenten tot 325 nieuwe gemeenten werden samengevoegd. De oude gemeenten bleven als deelgemeenten bestaan.